# Контур (линия)
Контур (от фр. contour, от contourner — обертывать, очерчивать) — очертание объекта (иначе: абрис, профиль, очерк, окоёмок, обвод, оклад, наброска, обмет); в планиметрии и рисовании: линия, которая определяет внешнюю форму предмета, которая представляет собой кривую отделяющую предмет от его окружения.
В изобразительном искусстве это искусствах линия, ограничивающая форму предмета, передающая его видимое очертание при изображении на плоскости. Очертания объекта зависят не только от формы самого изображённого объекта, но и от того, с какой стороны наблюдают за последним.
Выразительные контурные линии, как правило, придают рисунку наибольший лаконизм и ритмичность. 
Приступая к исполнению такого изображения, живописец прежде всего рисует контур, и только после его установления принимается за воспроизведение округлости предмета и его цвета с помощью красок. В тех картинах, на которые нужно смотреть с более или менее близкого расстояния, необходимо, чтобы контур был по возможности не резок для глаза, так сказать, скрадывался и незаметно сливался с фоном. Напротив того, в стенных фресках и декоративных картинах, которые пишутся с расчетом на их эффектность издалека, контур должен быть более отчетливым. Важность контура такова, что нередко его одного достаточно, как например в гравюрах, для вполне понятной передачи даже очень сложных сюжетов.